# 圣马里亚德杜尔西斯
圣马里亚德杜尔西斯，是西班牙阿拉贡自治区韦斯卡省的一个市镇。总面积27平方公里，总人口222人（2001年），人口密度8人/平方公里。